# Stazione di Versailles Chantiers
La stazione di Versailles Chantiers (in francese gare de Versailles-Chantiers) è una stazione ferroviaria della linea Parigi-Brest e della Grande cintura di Parigi, sita nel territorio comunale di Versailles, nel quartiere di Chantiers, nel dipartimento di Yvelines della regione Île-de-France della Francia settentrionale.

## Storia

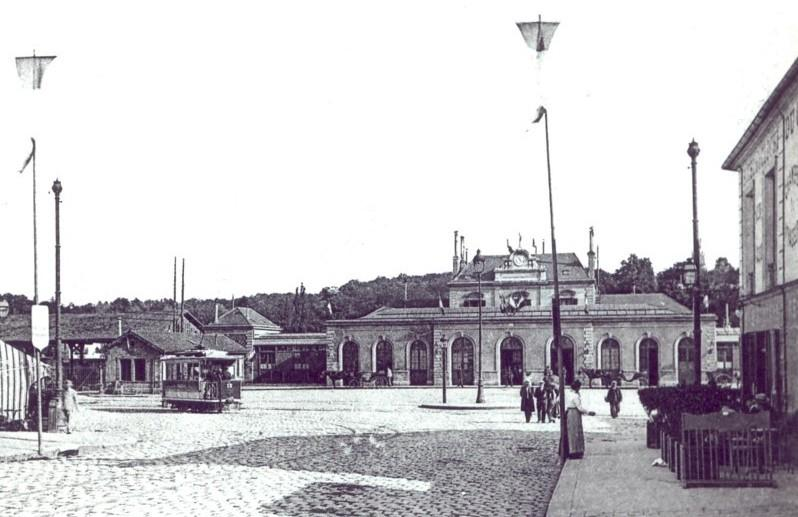
Antica stazione di Versailles Chantiers prima del 1932

La prima stazione venne aperta il 12 luglio 1849.
Nel 1923 venne bandito un concorso per la ricostruzione della stazione in seguito al quale l'architetto André Ventre presentò un progetto ben più imponente di quello richiesto con una facciata che ricordava il Grand Trianon.
Il nuovo edificio venne aperto la mattina di venerdi 24 giugno 1932. La domenica seguente avvenne l'inaugurazione ufficiale alla presenza del direttore generale dell'Administration des chemins de fer de l'État, Raoul Dautry.